# 紀元前782年
紀元前782年（きげんぜん782ねん）は、西暦による年。

## 他の紀年法
- 干支 : 己未
- 中国
  - 周 - 宣王46年
  - 魯 - 孝公25年
  - 斉 - 荘公贖13年
  - 晋 - 殤叔3年
  - 秦 - 荘公40年
  - 楚 - 若敖9年
  - 宋 - 戴公18年
  - 衛 - 武公31年
  - 陳 - 武公14年
  - 蔡 - 釐侯28年
  - 曹 - 恵伯14年
  - 鄭 - 桓公25年
  - 燕 - 頃侯9年
- 朝鮮
  - 檀紀1552年
- ユダヤ暦 : 2979年 - 2980年